# Médazépam
Le médazépam est une benzodiazépine à demi-vie très longue, utilisé pour ses effets anxiolytiques et myorelaxants.
Il est notamment métabolisé en diazépam, puis en nordazépam, en témazépam et en oxazépam.
C'est la plus simple des benzodiazépines. En effet, cette molécule possède (et comme toutes les autres molécules de cette famille) un cycle benzénique fusionné à un cycle diazépine mais ne possède que deux chaînes latérales (ici l'atome de chlore sur le cycle benzénique et le groupe méthyle sur le cycle diazépine), ce qui lui donne le juste minimum pour être pharmacologiquement active.
Le médazépam est commercialisé en Allemagne, en Espagne, en Italie et aux États-Unis notamment, mais pas en Belgique, au Canada, en France ou en Suisse.